# Болеслав III Рыжий
Болеслав III Рыжий (чеш. Boleslav III. Ryšavý; ок. 955—1037) — чешский князь (999—1002 и 1003), представитель династии Пржемысловичей, сын Болеслава Благочестивого и Адивы Английской. Был женат на Предславе из рода Вршовцев. Не имел мужского потомства. Дочь Болеслава, имя которой неизвестно, была также выдана замуж за вельможу из рода Вршовцев.

## Биография
Болеслав Рыжий вступил на престол в 999 году и знаменовал своё правление рядом жестокостей по отношению к своим братьям, Яромиру и Ольдриху, и подданным. В 1002 году чехи (при активном участии рода Вршовцев) изгнали его и призвали на его место польского князя Владивоя — как свидетельствует хронист Титмар, по причине родственных связей и благочестия. Впрочем, о Владивое известно, что он «и часу не мог провести без выпивки». Его правление продлилось недолго, в течение года он умер. После смерти Владивоя чехи призвали изгнанных Болеславом III братьев — Яромира и Ольдржиху.
Болеслав же отправился сперва в Германию к маркграфу Генриху, с которым состоял тогда в наиболее близких отношениях. Затем он поехал в Польшу, просить помощи Болеслава Храброго. Болеслав Польский вторгся в Чехию и возвел своего тезку обратно на престол, после чего вернулся в свои владения.

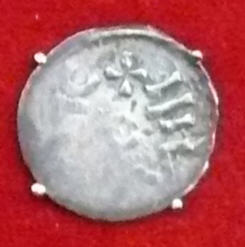
Динар Болеслава

Болеслав Рыжий жестоко расправился с Вршовцами — организаторами заговора против него. Это произошло после 10 февраля 1003 года, во время великого поста. Притворившись, что простил все обиды, Болеслав собрал всю знать в каком-то доме и вместе с сообщниками устроил массовое избиение безоружных людей (в том числе собственноручно зарубил мечом своего зятя — Вршовца). Оставшиеся в живых вельможи тайно отправили послов к Болеславу Храброму и просили избавить их от такой напасти. Тот охотно согласился помочь и пригласил чешского князя в некий замок (возможно, Краков), оказывая ему всяческое расположение. Однако на следующую ночь ему выкололи глаза и отправили в изгнание. Все это произошло в 1003 году Болеслав Храбрый тут же отправился в Прагу и был возведен на чешский престол, став правителем двух стран — Польши и Чехии.
Болеслав III Рыжий умер где-то в Польше в 1037 году. Подробности его жизни после ослепления неизвестны.